# 三井住友海上福祉財団
公益財団法人三井住友海上福祉財団は（みついすみともかいじょうふくしざいだん）は公益財団法人。旧三井住友海上（のち三井住友海上ホールディングス→MS&ADインシュアランスグループホールディングス）が旧住友海上（解散会社）時代に設立した交通遺児・殉職消防士遺族の援護活動を目的に、旧住友海上が創業80周年を迎えた1973年に母体団体「住友海上福祉会」設立。

## 概要
- 所在：東京都中央区新川2-27-2
- 設立：1975年9月1日（公益認定を受けて2009年12月1日に新法人へ移行）
- 理事長：小野田隆